# Nacionalni park Pendjari
Nacionalni park Pendjari (fr. Parc National de la Pandjari) je nacionalni park na samom sjeverozapadu Benina, koji se na sjeveru nastavlja na Nacionalni park Arly (Burkina Faso). 
Nazvan je po rijeci Pendjari u departmanu Atacora, a slavan je po svojoj fauni koja uključuje neke od najvećih krda velikih sisavaca, kao što su slonovi (Loxodonta africana), vodenkonji (Hippopotamus amphibius) i zapadnoafrički lavovi, ali i kritično ugroženi sjeverozapadnoafrički gepard (Acinonyx jubatus hecki). Pored njih u parku se mogu pronaći vrste kao što su afrički leopard (Panthera pardus pardus), pjegava hijena (Crocuta crocuta), prugasti čagalj (Canis adustus), afrička cibetka, kao i brojne vrste antilopa (Alcelaphus buselaphusa, močvarna antilopa, konjska antilopa i Dujker antilope) i oko 300 vrsta ptica. 
Nacionalni park Pendjari pokriva 2.755 km², a osnovan je 1961. kao rezervat faune, a od 1986. je postao rezervat biosfere.
God. 2008. EU je financirala projekt ECOPAS (fr. Ecosystèmes Protégés en Afrique Soudano-Sahélienne) kojim su tri parka Nigera, Burkine Faso i Benina ujedinjena zajedničkom upravom u W regionalni park (fr. Parc Regional W).
God. 2017. UNESCO je u još od 1996. godine zaštićeno područje Nacionalnog parka W uključio Nacionalni park Pendjari i Nacionalni park Arly (Burkina Faso), stvorivši golemo zaštićeno područje od 1.494.831 ha poznato kao W-Arly-Pendjari kompleks koje je upisano na popis mjesta svjetske baštine u Africi jer "predstavlja važan ekosustav biogeografskih pokrajina zapadnoafričkih šuma/savana.
- Park s gorja Atacora
- Ulaz u NP Pendjari
- Rijeka Pendjari na granici s Burkinom Faso
- Antilope na jezeru Mare Bali
- Slonovi u NP Pendjari

### Ostali projekti
|  | Zajednički poslužitelj ima još gradiva o temi Nacionalni park Pendjari |